# Mysłaki (Varmia y Masuria)
Mysłaki [pronunciación en polaco: /mɨˈswaki/] (en alemán: Prägsden) es un pueblo ubicado en el distrito administrativo de Gmina Miłakowo, dentro del Condado de Ostróda, Voivodato de Varmia y Masuria, en Polonia del norte. Se encuentra aproximadamente a 5 kilómetros al sureste de Miłakowo, a 31 kilómetros al norte de Ostróda, y a 34 kilómetros al noroeste de la capital regional Olsztyn.